# Petru al IV-lea al Bulgariei
Petru al IV-lea (în bulgară Петър IV, Petăr IV, născut Teodor; n.  ?, Moesia – d. 1197, Veliko Tărnovo, Țaratul Vlaho-Bulgar) a domnit ca împărat (țar) în Bulgaria între 1185-1197. Împreună cu fratele său, Ioan Asan I a reușit să restabilească Imperiul Bulgar, după aproape 170 de ani de stăpânire bizantină.

## Numele
Înainte de a fi proclamat împărat în anul 1185, pe Petru al IV-lea îl chema Teodor (Todor). Schimbarea de nume indică o încercare a sa de a căuta legitimitatea prin asemuirea cu sfântul Împărat Petru I din Bulgaria, al cărui nume fusese adoptat de asemenea si de vechii opozanti care s-au ridicat împotriva stăpânirii Bizantine în 1040 și 1072. Numele apare glorificat ca Slavopetăr ("Gloriosul Petru") și Kalopetăr ("Petru cel Bun") în unele surse.

## Lider revoluționar
În 1185 Teodor și fratele său mai mic Ioan Asan s-au înfățisat dinaintea împăratului Bizantin Isaac II Angelos la Kypsela pentru a solicita un privilegiu fiscal numit pronoia, dar cererea lor a fost ferm refuzată. În timpul dezbaterilor Ivan Asen a fost pălmuit. Insultați, cei doi frați s-au întors acasă, în Moesia și, profitând de nemulțumirea cauzată de fiscalitatea excesivă impusă de împăratul Bizantin pentru a-și finanța campaniile împotriva William al II-lea de Sicilia și, pentru a sărbători căsătoria cu Margareta de Ungaria, au organizat o revoltă împotriva stăpânirii Bizantine.
Rebelii nu au reușit să ocupe imediat Preslav, vechea capitală a Bulgariei, ci au stabilit o nouă capitală la Tărnovo, probabil centrul revoltei. În 1186 rebelii sunt învinși, dar Isaac II Angelos nu reușește să exploateze victoria sa și face cale întoarsă la Constantinopol. Cu ajutorul importantei populații Cumane de la nord de Dunăre, Petru IV și Ioan Asan recuperează pozițiile lor și descind în Tracia. Când Isaac II Angelos ajunge în Moesia din nou în 1187 el nu reușește să ocupe nici Tărnovo nici Loveč, și e nevoit să semneze un tratat prin care recunoaște efectiv AlDoilea Imperiu bulgar.

## Împărat al Bulgariei
În timpul celei de-a Treia Cruciade, întrucât relațiile dintre Isaac II Angelos și Frederic I, împăratul Sfântului Imperiu Roman s-au deteriorat, Peter IV și Ivan Asen au oferit în 1189  asistență militară cruciatilor germani de la Niș. În 1190 Isaac II Angelos reușește din nou să avanseze spre Tărnovo și să-l asedieze, dar este forțat să se retragă din cauza sosirii întăririlor Cumane dinspre nord. În timpul retragerii sale, împăratul Bizantin este atras într-o ambuscadă organizată de Ioan Asan care ocupase trecătorile din Balcani, ambuscadă din care abia scapă cu viață, pierzându-și mare parte din armată și din comorile avute asupra sa.
Victoria asupra Bizantinilor l-a adus pe Ioan Asan în prim-plan și Petru al IV-lea se pare că în 1189 deja îl încoronase co-împărat. Cu Ioan Asan lăsat responsabil la Tărnovo și conducător al campaniilor împotriva Bizantinilor, Petru al IV-lea se retrage a Preslav, fără a abdica însă de la tron. După asasinarea lui Ioan Asan în 1196, Petru al IV-lea mărșăluiește spre Tărnovo, asediază pe asasinul Ivanko, și îl forțează să fugă la Bizantini. Un an mai târziu, în 1197, Petru al IV-lea a fost, la rându-i, ucis. El a fost urmat la tron de fratele său mai mic Ivan - Ioniță (poreclit Kaloyan sau Ivanica/Ioanica), pe care se pare că l-a avut asociat la tron încă din 1196.